# Kardinaaltetra
De kardinaaltetra (Paracheirodon axelrodi) is een tropische vis die ook als aquariumvis gehouden wordt. Hij behoort tot de onderfamilie Tetragonopterinae uit de familie Characidae (karperzalmen). Hij komt oorspronkelijk uit Zuid-Amerika (Venezuela, Colombia en Brazilië).

## Kenmerken
Kardinaaltetra's lijken erg veel op Neontetra's. Het grootste verschil is de rode streep die onderaan de buik loopt; deze loopt bij kardinaaltetra's helemaal door. Verder zijn ook hun leefgebieden verschillend. Kardinaaltetra's worden zo'n 5 cm lang. Mannetjes en vrouwtjes zijn erg moeilijk te onderscheiden, dit is eigenlijk alleen een beetje te zien aan de dikkere buik van het vrouwtje. Daarnaast kan het voorkomen dat de onderbuik van de Kardinaaltetra in donkere ruimtes doorzichtig wordt.